# Aingoulaincourt
Aingoulaincourt is een gemeente in het Franse departement Haute-Marne (regio Grand Est) en telt 13 inwoners (2009). De plaats maakt deel uit van het arrondissement Saint-Dizier.

## Geografie
De oppervlakte van Aingoulaincourt bedraagt 5,7 km², de bevolkingsdichtheid is dus 2,3 inwoners per km².
De onderstaande kaart toont de ligging van Aingoulaincourt met de belangrijkste infrastructuur en aangrenzende gemeenten.

## Demografie
Onderstaande figuur toont het verloop van het inwonertal (bron: INSEE-tellingen).